# Elezioni amministrative a San Marino del 2014
Le elezioni amministrative sammarinesi del 2014 si svolsero il 30 novembre per l'elezione della Giunta di Castello e del Capitano di Castello in tutti e nove castelli di San Marino.

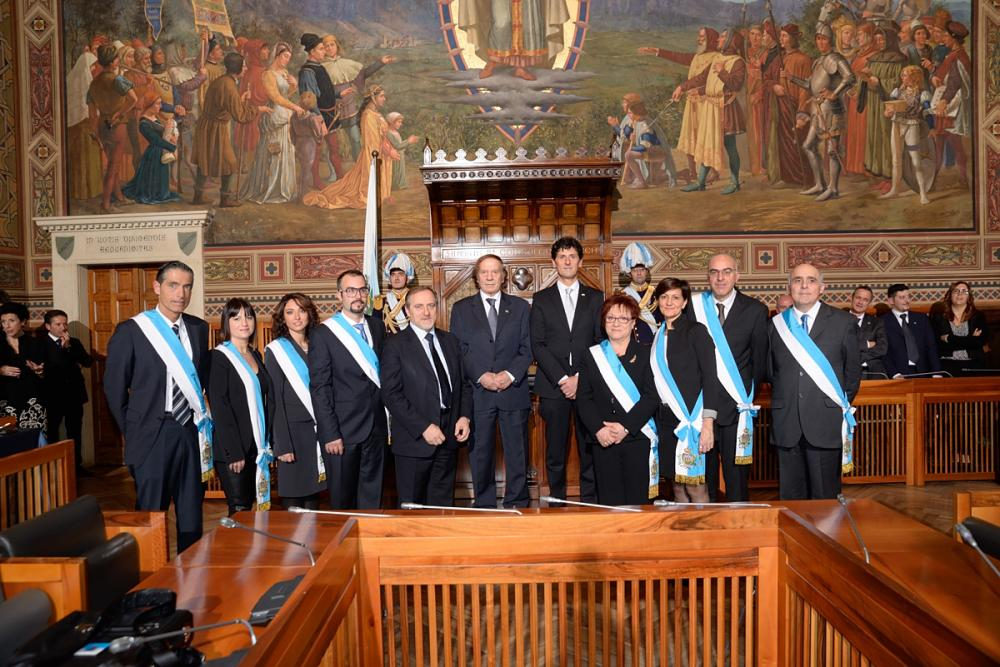
I Capitani di Castello durante il giuramento al Palazzo Pubblico nel 2014.

## Elezioni del 30 novembre 2014

### Città di San Marino
Totale seggi scrutinati
|                | Valore | Percentuale |
| -------------- | ------ | ----------- |
| Iscritti       | 2.988  |             |
| Votanti        | 1.449  | 48,49%      |
| Schede nulle   | 61     | 4,21%       |
| Schede bianche | 34     | 2,35%       |
| Voti validi    | 1.354  | 93,44%      |

| Candidati | Candidati            | Voti | %     |
| --------- | -------------------- | ---- | ----- |
|           | Maria Teresa Beccari |      | 52,88 |
|           | Settimio Bonelli     |      | 47,12 |

### Acquaviva
Totale seggi scrutinati
|                | Valore | Percentuale |
| -------------- | ------ | ----------- |
| Iscritti       | 1.331  |             |
| Votanti        | 593    | 44,55%      |
| Schede nulle   | 23     | 3,88%       |
| Schede bianche | 26     | 4,38%       |
| Voti validi    | 544    | 91,74%      |

| Candidati | Candidati       | Voti | %   |
| --------- | --------------- | ---- | --- |
|           | Lucia Tamagnini |      | 100 |

### Borgo Maggiore
Totale seggi scrutinati
|                | Valore | Percentuale |
| -------------- | ------ | ----------- |
| Iscritti       | 4.584  |             |
| Votanti        | 2.048  | 44,68%      |
| Schede nulle   | 89     | 4,35%       |
| Schede bianche | 96     | 4,69%       |
| Voti validi    | 1.863  | 90,97%      |

| Candidati | Candidati        | Voti | %   |
| --------- | ---------------- | ---- | --- |
|           | Federico Cavalli |      | 100 |

### Chiesanuova
Totale seggi scrutinati
|                | Valore | Percentuale |
| -------------- | ------ | ----------- |
| Iscritti       | 748    |             |
| Votanti        | 494    | 66,04%      |
| Schede nulle   | 15     | 3,04%       |
| Schede bianche | 7      | 1,42%       |
| Voti validi    | 472    | 95,55%      |

| Candidati | Candidati        | Voti | %     |
| --------- | ---------------- | ---- | ----- |
|           | Marino Rosti     |      | 60,17 |
|           | Fabrizio Perotto |      | 39,83 |

### Domagnano
Totale seggi scrutinati
|                | Valore | Percentuale |
| -------------- | ------ | ----------- |
| Iscritti       | 2.302  |             |
| Votanti        | 1.117  | 48,52%      |
| Schede nulle   | 64     | 5,73%       |
| Schede bianche | 44     | 3,94%       |
| Voti validi    | 1.009  | 90,33%      |

| Candidati | Candidati     | Voti | %   |
| --------- | ------------- | ---- | --- |
|           | Gabriel Guidi |      | 100 |

### Faetano
Totale seggi scrutinati
|                | Valore | Percentuale |
| -------------- | ------ | ----------- |
| Iscritti       | 811    |             |
| Votanti        | 489    | 60,30%      |
| Schede nulle   | 16     | 3,27%       |
| Schede bianche | 8      | 1,64%       |
| Voti validi    | 465    | 95,09%      |

| Candidati | Candidati           | Voti | %     |
| --------- | ------------------- | ---- | ----- |
|           | Fanny Gasperoni     |      | 71,18 |
|           | Pier Marino Bedetti |      | 28,82 |

### Fiorentino
Totale seggi scrutinati
|                | Valore | Percentuale |
| -------------- | ------ | ----------- |
| Iscritti       | 1.715  |             |
| Votanti        | 900    | 52,48%      |
| Schede nulle   | 48     | 5,33%       |
| Schede bianche | 13     | 1,44%       |
| Voti validi    | 839    | 93,22%      |

| Candidati | Candidati        | Voti | %     |
| --------- | ---------------- | ---- | ----- |
|           | Daniela Giannoni |      | 59,24 |
|           | Nicoletta Canini |      | 40,76 |

### Montegiardino
Totale seggi scrutinati
|                | Valore | Percentuale |
| -------------- | ------ | ----------- |
| Iscritti       | 634    |             |
| Votanti        | 389    | 61,36%      |
| Schede nulle   | 32     | 8,23%       |
| Schede bianche | 33     | 8,48%       |
| Voti validi    | 324    | 83,29%      |

| Candidati | Candidati       | Voti | %   |
| --------- | --------------- | ---- | --- |
|           | Giacomo Rinaldi |      | 100 |

### Serravalle
Totale seggi scrutinati
|                | Valore | Percentuale |
| -------------- | ------ | ----------- |
| Iscritti       | 7.059  |             |
| Votanti        | 2.656  | 37,63%      |
| Schede nulle   | 66     | 2,48%       |
| Schede bianche | 27     | 1,01%       |
| Voti validi    | 2.286  | 86,07%      |

| Candidati | Candidati            | Voti | %     |
| --------- | -------------------- | ---- | ----- |
|           | Vittorio Brigliadori |      | 67,02 |
|           | Dalibor Riccardi     |      | 32,98 |